# The Prisoner (альбом)
The Prisoner (В'язень) — сьомий альбом Гербі Генкока, виданий на лейблі Blue Note в 1969 році. Присвячений пам'яті доктора Мартіна Лютера Кінга-молодшого.
Як і попередній альбом «Speak Like a Child», «The Prisoner» претендує на соціальне проблематику. Заголовний трек прагне висловити «як чорношкірих людей ув'язнювали протягом тривалого часу». Вперше цей твір було почуто в прямому ефірі в 1968 році під час виступу на джазовому фестивалі Каліфорнійського університету. Композиція «Firewater» («Вогняна вода») представляє «соціальну подвійність гнобителів і пригноблених: вогонь символізує жар у насильстві та (зловживання) силою, тоді як відчуття води нагадує Мартіна Лютера Кінга». Композиція «He Who Lives in Fear» («Той, хто живе в страху»), також натякає на Кінга, оскільки йому «довелося жити в атмосфері, зарядженій залякуванням». Остання композиція — «Promise of the Sun» («Обіцянка сонця») символізує «сонце, яке обіцяє життя і свободу всьому живому, але темношкірі лишаються у неволі».

## Трек-лист
Усі композиції написані Гербі Генкоков, окрім зазначених.
1. «I Have a Dream» — 10:58
2. «The Prisoner» — 7:57
3. «Firewater» (Buster Williams) — 7:33
4. «He Who Lives in Fear» — 6:51
5. «Promise of the Sun» — 7:52

Бонусні треки на перевиданні компакт-диску
1. «В'язень» [Альтернативний прийом] — 5:47
2. «Пожежна вода» [Альтернативний знімок] — 8:38

## Виконавці
- Хербі Хенкок — акустичне піаніно, електричне піаніно
- Джонні Коулз — флюгельхорн
- Гарнетт Браун — тромбон
- Джо Хендерсон — теноровий саксофон, альтова флейта
- Бастер Вільямс — бас
- Tootie Heath — барабани
- Тоні Стадд — басовий тромбон (1, 2, 4)
- Джек Джефферс — басовий тромбон (3, 5)
- Закони Губерта — флейта (1, 2, 4)
- Джером Річардсон — бас-кларнет (1, 2, 4), флейта (3, 5)
- Ромео Пенке — бас-кларнет (3, 5)